# Джамус, Хассан
Хассан Джамус (фр. Hassan Djamous; ум. 1989) — чадский политик, главнокомандующий вооруженными силами Чада при президенте Хиссене Хабре, двоюродный брат бывшего чадского президента Идриса Деби. Его именем назван международный аэропорт Нджамены, столицы Чада.
В чадской гражданской войне Хасан Джамус первоначально поддерживал Гукуни Уэддея, но в 1979 году перешёл на сторону Хиссена Хабре и стал полевым командиром Вооружённых сил Севера. Джамус Джамус командовал чадскими вооруженными силами в войне «Тойот» против Ливии в 1987 году; под его непосредственным командованием чадские войска нанесли ливийцам несколько разрушительных поражений, после которых ливийский президент Каддафи был вынужден согласиться на прекращение огня и переговоры. В 1989 году президент Чада Хабре заподозрил Джамуса, а также его двоюродного брата Идриса Деби (своего советника по вопросам безопасности и обороны) и министра внутренних дел Махамата Итно в подготовке мятежа против себя. Джамус и Итно были арестованы тайной полицией DDS попали в тюрьмы, были подвергнуты пыткам и убиты; Деби удалось сбежать. Все трое обвиняемых чиновника происходили из этнической группы Загава, тогда как Хабре принадлежал к народу тубу. После расправы с Джамусом и Итно Хабре начал кампанию репрессий против всей народности загава, в ходе которой погибли сотни людей. В декабре 1990 года режим Хабре был свергнут повстанцами Идриса Деби, поддержанными Ливией и Суданом.